# بني الشتاء (خولان)

تعديل مصدري - تعديل

بني الشتاء هي إحدى قرى عزلة بني شداد بمديرية خولان التابعة لمحافظة صنعاء، بلغ تعداد سكانها 118 نسمة حسب تعداد اليمن لعام 2004.